# 丹羽弘道
丹羽 弘道（にわ ひろみち、享和3年（1803年） - 慶応4年7月29日（1868年8月30日））は、江戸時代末期の陸奥国二本松藩城代、軍事奉行。通称は和左衛門。幼名は保太郎。

## 生涯
慶応4年に二本松の戦いにおいて国境の笹川を守備した。その後新政府への帰順を建議したが容れられず、単独にて和議を画策するが徒労に終わる。慶応4年7月29日、養子茂正（新十郎）の自刃の報に接したのち、落城の前に安部井良明（又之丞）とともに自害した。最期は、床机に腰掛けて甲冑を解いて陣羽織を着たの姿のまま、割腹して果て膝上に広げた軍扇の上に腸を掴み出して果てた壮絶な姿だった。この時の甲冑は由来書とともに二本松市歴史資料館に展示されており、また二本松城址には自刃の碑がある。
慶応4年7月29日正牛二本松の戦いにて、二本松城に火を放ったのは丹羽和左衛門養子茂正（新十郎）である。
茂正（新十郎）は二本松城に火を放ち、自刃していたと言う。これは茂正（新十郎）の乱心であったと丹羽和左衛門が「この大馬鹿者が勝敗決しておらぬは」と激昂したと伝わる。
墓所は福島県二本松市成田町大隣寺。